# Миријам Макеба
Зензиле Миријам Макеба (4. март 1932 — 9. новембар 2008) је била јужноафричка певачица, глумица, амбасадор Уједињених нација и борац за грађанска права.
Убацила је афрички ритам у популарну музику, а певала у више жанрова од џеза преко попа са примесама афричке традиционалне музике. Као активиста била је члан многих организација које су водиле борбу за права Африканаца, како у Јужнној Африци тако и у Америци. Због борбе против апартхејда била је у изгнанству пуних тридесет година, а широј јавности је позната и као Мама Африка.

## Биографија
Макеба је рођена у Јоханезбургу и првих 6 месеци је са својом мајком провела у затвору. Још као дете са свега 6 година, након смрти њеног оца, морала је да почне да ради као кућна помоћница. Мајка јој је радила у белим породицама у Јоханезбургу, далеко од своје шесторо деце. Макеба је живела са баком и рођацима у Преторији. Са 17 година је ступила у први брак, а 1950. године године родила девојчицу. Њен певачки таленат је примећен много раније али је тек током педесетих професионално почела да пева. Била је под утицајем музике коју је слушала њена породица. Са групама је углавном изводила мешавину џеза, традиционалне афричке музике и западне поп музике. Током наступа са групом Браћа Менхетна 1955. године, упознала је тада младог адвоката Нелсона Менделу. 1959. године Макеба је имала споредну улогу у филму Врати се Африко. Тема филма је био апартхејд па је привукла пажњу у свету, због чега је путовала у Венецију, Лондон и Њујорк.

### Изгнанство
Да ли не бисте држали отпор ако немате никаква права у сопственој земљи због тога што ваша боја коже није иста као боја коже оних који владају и ако сте кажњени само зато што тражите једнакост?

—Миријам Макеба
На филмском фестивалу у Венецији је боравила на позив америчког филмског режисера Лајонела Рогозина. У Лондону је упознала америчког певача Хари Белафонте, који јој је постао ментор. Он јој је помогао да избаци прве синглове укључујући и један од најпознатијих Пата пата. Након тога се сели се у САД где је први пут наступала 1. новембра 1959. године у Лос Анђелесу на телевизијској аудицији. У Њујорку је објавила свој први соло албум 1960. године. Од тада креће њено тридесетогодишње изгнанство из Јужне Африке. Те године је покушала да се врати у Јужну Африку на сахрану своје мајке, али ју је спречила Влада у земљи. Након тога је била веома забринута за породицу и ћерку која је остала у домовини. Непосредно пре смрти њене мајке, 21. марта 1960. године у градићу Шерпвилу, десио се Шарпвилски масакр у којем су страдала њена два рођака. Од тог тренутка постала је отворенији критичар апартхејда и владе беле мањине, док је пре тога водила рачуна да избегне политичке изјаве о Јужној Африци.
Са друге стране њена музичка каријера цвета. 1960. године објављује свој први албум под називом Миријам Макеба. Плоча је издата од стране РЦА Виктора који су откупили права од Галотон рекордса, за 45.000 долара, и поред сазнања да неће моћи да наступа у својој домовини. Први албум није имао велики комерцијални успех, али је њен глас добио позитивне критике широм Америке. Често је са Белафонтеом гостовала на ТВ станицама чиме је скренула пажњу на себе. Године 1962. Макеба и Белафонте требало је да певају на рођенданској забави за америчког председника Џона Кенедија у Медисон сквер гардену, али Макеба због болести није могла да иде. Кенеди је ипак инсистирао да се упозна са њом, тако да је Белафонте послао ауто да је довезе. Добила је Греми награду за албум "Вече са Белафонтеом и Макебом" из 1966. године. У САД Макеба је избацила још неколико албума и песама. 1967. године избацила је песму "Пата пата" у истоименом албуму, који постао светски хит. Током снимања овог албума посвађала се са Белафонтеом, и због тога прекинули своју сарадњу. Макеба се дружила са осталом афро-америчком популацијом у САД. Током свог брака са Хагом масакелом живели су у Њу Џерсију поред Дизија Гилеспија, а пуно времена проводили у Харлему. Имала је прилику да упозна глумце Марлон Бранда и Лорен Бакола као и музичаре Луја Амстронга и Реј Чарлса. Одржала је говор против Владе Јужне Африке у Уједињеним нацијама, након чега јој је одузето држављанство. После тога је добила 9 различитих пасоша, као и још 10 пасоша држава који су јој доделили почасно држављанство. Касније је била учесник афро-америчког покрета за грађанска права. 1968. године удала се за вођу Партије црних пантера, Стокли Кармичела. 
Због тога је изгубила подршку међу белим Американцима али и од америчке власти. Нико јој то није непосредно рекао, нико јој није упутио ни једну реч, али су сви њени концерти били отказани и сав музички ангажман блокиран. Схватила је поруку и преселили су се у Гвинеју. Након тога је наступала по афричким земљама, и то углавном певајући песме против апартхејда. 1962. године је посетила Кенију и подржала у борби за независност. На позив Хајла Селасија, владара Етиопије, певала је на отварању Организације за Афричко уједињење. Све више је посећивала земље које су стицале независност од европских колонијалних сила и певала на свечаностима тим поводом као у Кенији, Замбија, Ангола и Мозамбик. Била је званични члан делегације Гане на заседању Уједињених нација 1975. године. Користила је сваку прилику да одржава концерте широм Европе и Азије, с обзиром да је у САД фактички била бојкотована. Током овог периода настао је и све чешће се користио њен нови псеудоним Мама Африка.
Макебина ћерка Бонги умире током порођаја 1985. године. оставивши за собом двоје деце, и због тога је одлучила да оде из Гвинеје. Преселила се у белгијску престоницу Брисел. Тих година почиње њена сарадња са Пол Симоном са којим је имала светску турнеју. Током те турнеје написала је аутобиографију под називом Моја прича која је преведена у 5 језика. Након турнеје потписује уговор са Варнер бросом са којим избацује албум Сонгома. 11. јула 1988. године учествоваће на прослави 70. рођендана Нелсона Менделе. Концерт је одржан на Лонсонском стадиону Вембли и био преношен у 67 земаља света, покривајући преко 600 милиона људи.

### Повратак у домовину
Након промена у Јужној Африци 1990. године, Макеба се вратила у родну земљу. Вратила се 10. јуна 1990. године користећи француски пасош. Није ни тада мировала и остала је борац против сиде, дроге, за помоћ деци и хендикепираним особама. Оформила је фондацију са својим именом и центар за рехабилитацију злостављених девојака. Наставила је са наступима и избацивању нових песама. 1991. године је снимила албум са Нином Симоне и Дизом Гелеспи, а 1992. године се појављује у филму Сарафина. Макеба је одиграла споредну улогу мајке Ангелине, за коју је Њујорк тајмс написао да је одиграла са огромним достојанством. Новембра 1991. године била је гост у чувеној америчкој емисији Козби шоу. 16. новембра 1999. године је проглашена за амбасадора добре воље Уједињених нација. 2004. године избацује своју другу аутобиографију под називом Прича Миријам Макебе. Иако је 2005. године објавила крај своје певачке каријере, неће престати да наступа кад год је имала прилике.
Умрла је од срчаног удара током концерта 2008. године у малом месту Кастел Волтурно у Италији. Концерт је био организован као подршка писцу Роберту Савијану који се борио против криминалне организације Камора.

## Заоставштина
Макеба је била међу првим афричким музичарима који су добили признање широм света. Презентирала је афричку музику западној публици и популаризовала светску музику и жанрове афропопа. Једна је од најзначајнијих личности у борби афричког народа против апартхејда. Објавила неколико критичких песама за апартхејд и постала симбол противљења систему. Макеба је такође је била покретач борбе против колонијализма, у многим црначким покретима у САД. Позивала је на јединство људи афричког порекла широм свиета: "Африканци треба да се боре свуда. Борба се не разликује у Јужној Африци, на улицама Чикага, Тринидада или Канаде, јер су жртве капитализма, расизма и угњетавања." Након њене смрти председник Нелсон Мандела је рекао да је "њена музика инспирисала моћан осећај наде у свима нама".

### Значајне песме и албуми
Када видим мрава препознајем себе: рођеног јужноафриканца обдареном снагом много већом од моје величине како би могла да се носим са теретом расизма који дроби мој дух.

—Миријам Макеба
Током свог рада Макеба је избацила огроман број албума и синглова. У наставку је пресек само најзначајнијих:
Албуми
- Миријам Макеба (1960)
- Много гласова Миријам Макебе (1963)
- Вече са белфонтеом и Макебом (1965)
- Краљица Афричке музике (1987)
- Сонгома (1988)
- Велела (1989)
- Поглед у будућност (1991)
- Домовина (2000)

Синглови
- "Слатке лажи" (1956)
- "Клик песма" / "Мбуба" (1963)
- "Малколм Х" (1974).
- "Лумумба" (1970).
- "Пата пата" (1967)
- "Цовјето блуз" (1977)
- "Малаика"

### Албуми са наступа
Њени наступи широм света били су веома посећени, а нарочито они по афричким градовима током ослобађања од колонијализма. Ипак само неколико тих наступа је објављено у албумима и то:
- Миријам Макеба концерт (1967)
- Уживо у Токију (1968)
- Уживо у Конекрију (1974)
- Уживо у Паризу (1977) (1998)
- Уживо у Стокхолму (1966) (2003)